# 1249

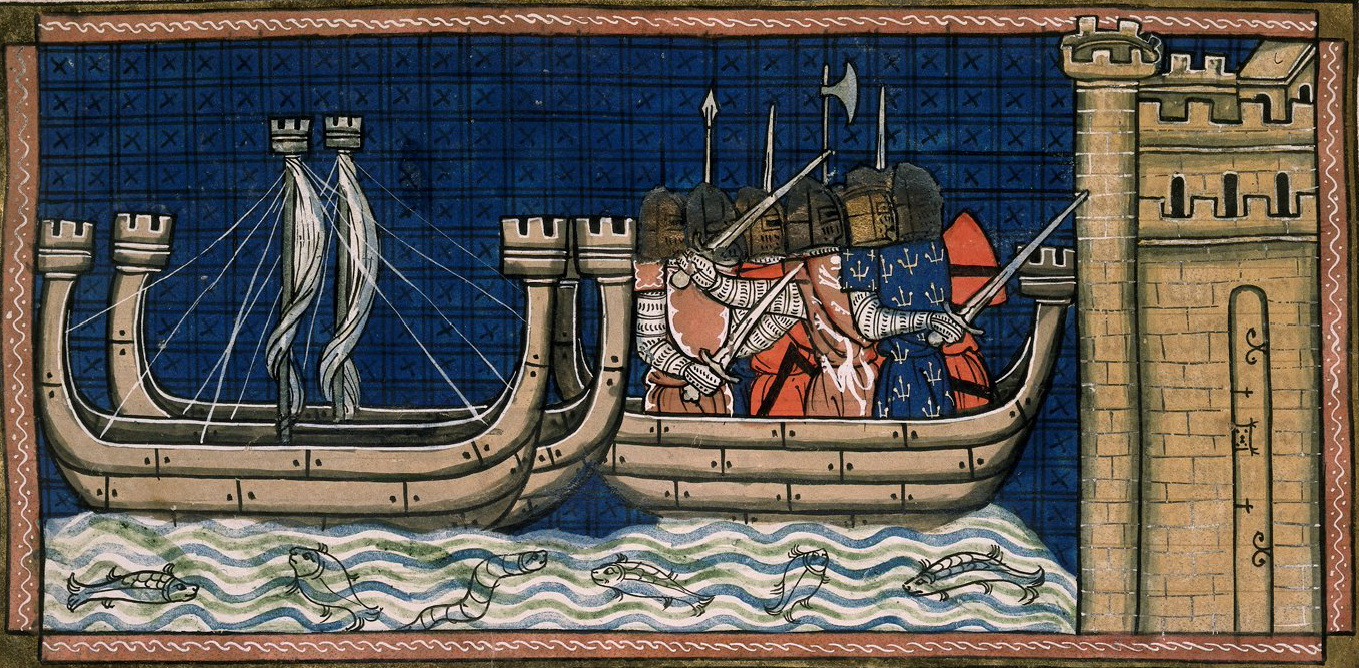
De kruisvaarders vallen Damietta aan

Het jaar 1249 is het 49e jaar in de 13e eeuw volgens de christelijke jaartelling.

## Gebeurtenissen
- 6 juni - Beleg van Damietta: De strijders van de Zevende Kruistocht onder Lodewijk IX veroveren Damiate.
- Na de Tweede Zweedse kruistocht wordt Finland deel van Zweden. (jaartal bij benadering)
- Alfons III van Portugal verovert Faro op de Moren.
- University College het oudste college van de Universiteit van Oxford, wordt gesticht.
- 4 februari - Nederland wordt getroffen door een stormvloed, de derde van deze winter (zie stormvloeden van 1248)
- oudst bekende vermelding: Kropswolde, Levoča, Oerle, Schoonderloo, Woensdrecht

## Opvolging
- Ajjoebiden (Egypte) - As-Salih Ayyub opgevolgd door Turanshah
- Altena - Adolf I van der Mark opgevolgd door zijn zoon Otto van der Mark
- Duitse Orde - Hendrik van Hohenlohe opgevolgd door Günther van Wüllersleben
- Hohenlohe-Brauneck - Koenraad I opgevolgd door Godfried I (Hohenlohe-Brauneck) en Hendrik (Hohenlohe-Haltenbergstetten)
- Mark - Adolf I van der Mark opgevolgd door zijn zoon Engelbert I van der Mark
- Rügen - Wizlaw I opgevolgd door Jaromar II
- Schotland (kroning 13 juli) - Alexander II opgevolgd door zijn zoon Alexander III
- Toulouse - Raymond VII opgevolgd door zijn dochter Joanna
- Utrecht - Otto van Holland opgevolgd door Gozewijn van Randerath (bisschop-elect)
- Vendôme - Peter opgevolgd door zijn zoon Burchard V
- Venetië (doge) - Jacopo Tiepolo opgevolgd door Marino Morosini

## Afbeeldingen

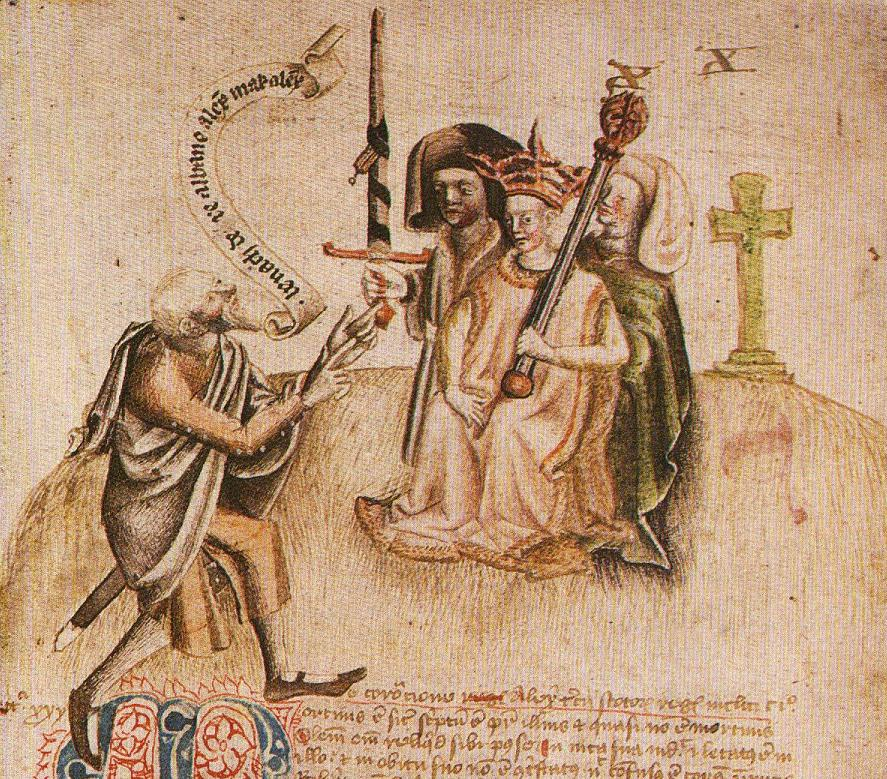
Alexander III tot koning van Schotland gekroond

## Geboren
- 9 juli - Kameyama, keizer van Japan (1259-1274)
- Erik V, koning van Denemarken (1259-1286)
- Robrecht III, graaf van Vlaanderen (1305-1322)
- Yeshe Rinchen, Tibetaans geestelijke
- Johan I, hertog van Saksen (1260-1282) (jaartal bij benadering)

## Overleden
- 25 maart - Peter, graaf van Vendôme
- 27 maart - Otto van Holland, bisschop van Utrecht (1233-1249)
- 16 april - Cortado d'Este (32/33), Italiaans edelman en heilige
- 28 juni - Adolf I van der Mark, Duits edelman
- 6 juli - Alexander II (50), koning van Schotland (1214-1249)
- 15 juli - Hendrik van Hohenlohe, grootmeester van de Duitse Orde (1244-1249)
- 27 september - Raymond VII (52), graaf van Toulouse
- Diederik I van Houffalize van Gronsveld (~70), Limburgs edelman